# هاینریش هفتم آلمان
هاینریش هفتم عضو خاندان اشتاوفر و پادشاه سیسیل از سال ۱۲۱۲ تا ۱۲۲۷ و پادشاه آلمان از سال ۱۲۲۰ تا ۱۲۳۵ میلادی بود. وی هفتمین هنری بود که بر آلمان حکومت می‌کرد و نباید آن را هاینریش هفتم از دودمان لوکزامبورگ اشتباه گرفت. وی پسر فریدریش دوم و کنستانس آراگون بود.